# Eutrichota occidentalis
Eutrichota occidentalis este o specie de muște din genul Eutrichota, familia Anthomyiidae, descrisă de Griffiths în anul 1984. Conform Catalogue of Life specia Eutrichota occidentalis nu are subspecii cunoscute.